# المقرر الخاص للأمم المتحدة

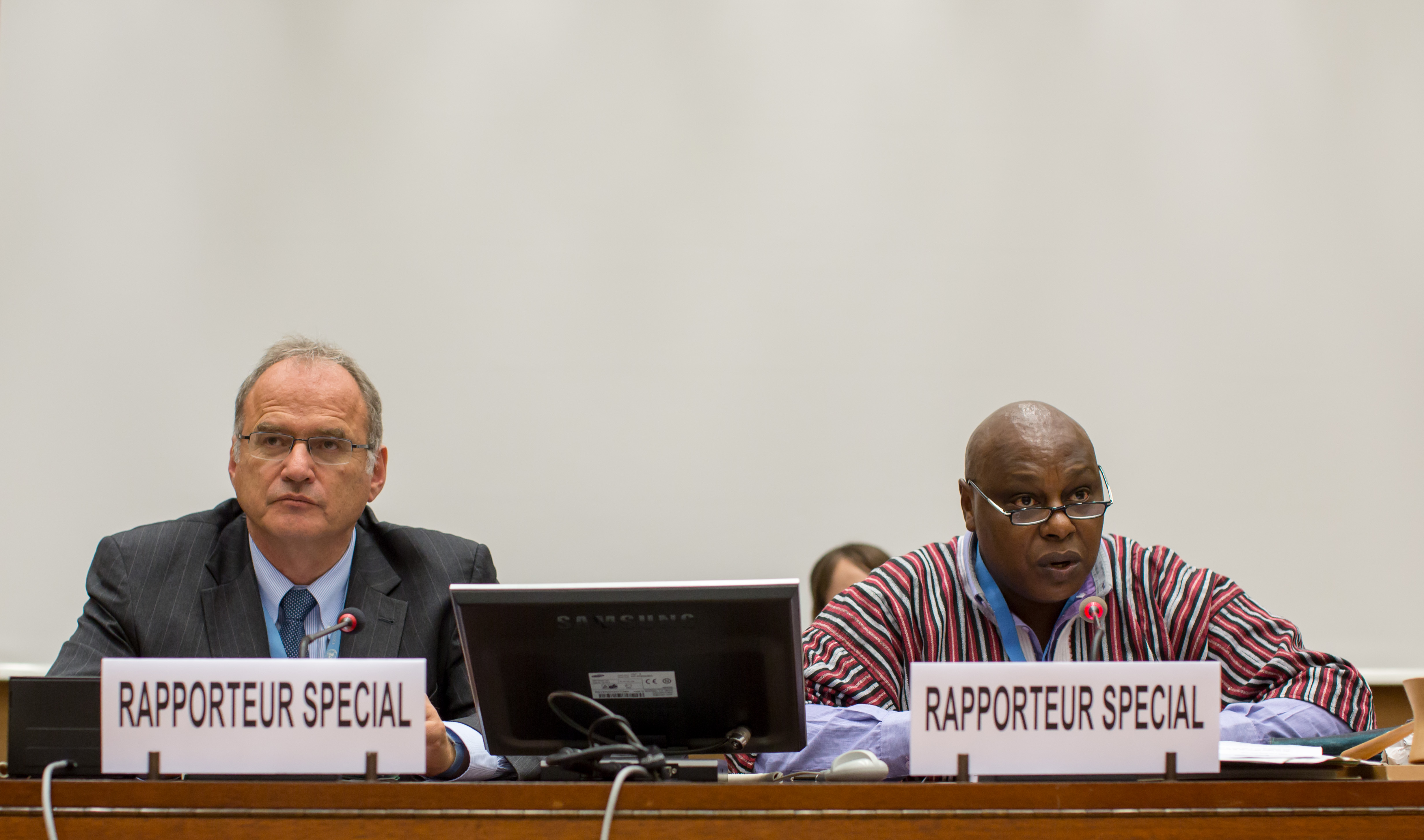

مُقَرِّر خاص، خبير مستقل، عضو فريق العمل، كلها ألقاب تُعطى لأفراد عاملين باسم الأمم المتحدة فيما يتعلق بـ«الإجراءات الخاصة»، والذي يتم تفويضه من قبل مجلس حقوق الإنسان التابع للأمم المتحدة. يقوم المفوّض الخاص من الأمم المتحدة بفحص، مراقبة، وتقديم التقارير المتعلقة بمشاكل حقوق الإنسان بصفة مستقلة ولا يمثل حكومته، ويتلقى الدعم التنظيمي من مكتب المفوضية السامية للأمم المتحدة لحقوق الإنسان، فضلاً عن دعم التبرعات والجمعيات الخيرية. ويكون عادةً ضمن فريق عمل مكوّن من خمسة أعضاء، عضوٌ من كل قارّة من الكوكب. يشار إليه بالفرنسية بـ". 